# Mus fragilicauda
Mus fragilicauda (Миша піхвохвоста) — вид роду мишей (Mus).

## Поширення
Країни поширення: Лаоська Народно-Демократична Республіка, Таїланд. Цей вид нині відомі тільки з 21 зразків.

## Екологія
Був знайдений у сухої трави і плямах карликового бамбука обабіч доріг або дамбах, що межують з сухими рисовими полями. Це єдиний відомий вид роду, який втрачав свій хвостовий покрив при роботі з ними.